# Yi Dongnyeong
Dans ce nom coréen, le nom de famille, Yi, précède le nom personnel.
Yi Dongnyeong ou Yi Dong-nyung (coréen : 이동녕, hanja : 李東寧), né le 2 septembre 1869 à Cheonan et mort le 13 mars 1940, dans la province chinoise du Sichuan, est le quatrième, septième et neuvième président du gouvernement provisoire de la république de Corée, un gouvernement en exil pendant la colonisation japonaise.